# 莱布斯
莱布斯（德語：Lebus，發音：[leˈbuːs] ⓘ，發音：[luˈbuʂ] ⓘ，卢布什）是德国勃兰登堡州梅尔基施-奥得兰县的城市，面积54.29平方千米，2023年12月31日人口为3,142人。莱布斯是史上莱布斯地区的首府。